# Sladke sanje
Sladke sanje je slovenski dramski film iz leta 2001 v režiji Saše Podgorška po scenariju Mihe Mazzinija. Zgodba je postavljena v sedemdeseta leta v Jugoslaviji okrog trinajstletnega Egona, ki si nadvse želi gramofon. Film je osvojil nagrado Mednarodne federacije filmskih kritikov (FIPRESCI) na mednarodnem filmskem festivalu v Festroii 2002, zlato palmo na Filmskem festivalu v Valenciji in vesno na najboljši slovenski film na Festivalu slovenskega filma.
Film so leta 2000 v 57 dneh posneli v Ljubljani, Idriji in Spodnji Idriji, od tega približno polovico v Idriji.
Po svojem filmskem scenariju je Miha Mazzini napisal roman Kralj ropotajočih duhov, ki je izšel leta 2001 pri Študentski založbi.

## Igralci
- Janko Mandić kot Egon Vittori
- Veronika Drolc kot mati
- Iva Babič kot sestrična
- Gregor Baković kot hipi Roman
- Neda Bric kot članica Rdečega križa
- Nataša Burger kot Tonetova mati
- Jože Horvat kot tetin mož
- Davor Janjić kot prodajalec plošč
- Olga Kacjan kot Vinkova vdova
- Magdalena Kropiunig kot lepotička
- Barbara Levstik kot učiteljica slovenščine
- Miha Mazzini kot Vinkov prijatelj
- Milena Muhič kot prodajalec vstopnic
- Josef Nadj kot stric Vinko
- Radko Polič kot odvetnik